# Sebastian Voglmaier
Sebastian Voglmaier (* 7. September 2003 in Hallein) ist ein österreichischer Fußballspieler.

## Karriere
Voglmaier begann seine Karriere beim SC Golling. Zur Saison 2017/18 wechselte er in die Akademie der SV Ried, in der er in Folge sämtliche Altersstufen durchlief. Im August 2019 debütierte er für die Amateure der Oberösterreicher in der Regionalliga. Bis zum COVID-bedingten Saisonabbruch kam er 2019/20 zu zwei Einsätzen. In der ebenfalls abgebrochenen Spielzeit 2020/21 absolvierte er acht Partien. In der Saison 2021/22 kam er zu 20 Einsätzen.
Zur Saison 2022/23 wechselte er zurück nach Golling. Bis zur Winterpause kam er dort zu 18 Einsätzen in der Salzburger Regionalliga, in denen er viermal traf. Im Jänner 2023 wurde er an den Zweitligisten SK Vorwärts Steyr verliehen. Sein Debüt in der 2. Liga gab er im März 2023, als er am 18. Spieltag der Saison 2022/23 gegen den SV Lafnitz in der 85. Minute für Oliver Filip eingewechselt wurde. In Steyr spielte er aber keine Rolle und kam bis Saisonende nur zweimal zum Einsatz. Zudem stieg er mit dem Team aus der 2. Liga ab.
Zur Saison 2023/24 kehrte Voglmaier nicht mehr nach Golling zurück, sondern wechselte fest zum viertklassigen UFC Hallein.